# Groveland, New York
Groveland är en kommun (town) i Livingston County i delstaten New York. Vid 2010 års folkräkning hade Groveland 3 249 invånare.

## Kända personer från Groveland
- Josiah Begole, politiker
- Walter W. Magee, advokat och politiker
- James Jeremiah Wadsworth, diplomat och politiker